# الجزفاني (حجة)

تعديل مصدري - تعديل

الجزفاني هي إحدى قرى عزلة خولان بمديرية حجة التابعة لمحافظة حجة، بلغ تعداد سكانها 147 نسمة حسب تعداد اليمن لعام 2004.